# 사미 국경일
사미 국경일(북부 사미어: Sámi álbmotbeaivi, 이나리 사미어: Säämi aalmugpeivi, 스콜트 사미어: Saaʹmi meersažpeiʹvv, 남부 사미어: Saemiej åålmegebiejjie, 노르웨이어: Samenes nasjonaldag, 스웨덴어: Samernas nationaldag, 핀란드어: Saamelaisten kansallispäivä)은 1917년 노르웨이 트론헤임에서 첫 번째 사미 의회가 열린 날짜인 2월 6일에 해당하는 사미인을 위한 민족적 국경일이다. 이 의회는 노르웨이와 스웨덴의 사미인이 국경을 넘어 함께 모여 공통의 문제에 대한 해결책을 찾기 위한 첫 번째 의회였다.

## 같이 보기
- 사미의 노래
- 와이탕이 데이